# Salvatore Provino
Salvatore Provino, ne le 4 juin 1943 à Bagheria, est un peintre italien.

## Biographie
Né à Bagheria (Palerme) le 4 juin 1943, très jeune il s'établit à Rome où il fréquente l'atelier du peintre sicilien Renato Guttuso. En 1964, la galerie Consorti de Rome organise sa première exposition personnelle qui évoque les lieux de son enfance.
Les lieux natales, les visages des paysans creusés par les rides du temps et par le labour de la terre, la campagne avec ses couleurs du drame et de la tragédie qui renvoie à la culture grecque ancienne influencent profondément sa formation artistique.[style à revoir]
À la fin des années 1960, sa peinture se rapproche de la sensibilité anglaise en particulier à celle de Francis Bacon (peintre). Il s'agit de la période figurative dans laquelle Salvatore Provino est influencé par Mario Sironi et privilégie les sujets qui reflètent à travers le dramatique de la figure humaine les conditions existentielles difficiles d'une entière classe sociale confrontée aux effets du processus d'industrialisation et de l'exploitation de l'homme.
En 1974, l'artiste après de nombreux entretiens avec le philosophe Lucio Lombardo Radice, rejoint la théorie de la géométrie non euclidienne de Nikolaï Ivanovitch Lobatchevski, la sphéricité du corps et la géométrie comme structure de l'espace physique. {{La géométrie devient sphérique, les structures semblent en lévitation, les formes dynamiques, dans une recherche conceptuelle où les mathématiques se rapprochent toujours plus à l'art par l'essence intuitive et créative, l'origine de chaque parcours théorique et empirique.}}
En 1979, un voyage au Pérou conduit Salvatore Provino à vivre dans sa peinture une extraordinaire dialectique entre les géométries et la philosophie, entre le visible et l'invisible. Il commence la période de sa pleine maturité où sa peinture, matière et couleur, devient l'instrument principal pour faire ressortir cette recherche expressive d'un monde dynamique et infini, qui à travers la précision extrême de l'exécution picturale et la gestualité du signe trouve la voie pour interpréter ce que l'espace physique de la toile ne suffisait pas.[non neutre]
En 1986, Salvatore Provino obtient pour Chiara fama la chaire de peinture à l'Accademia di Belle Arti di Palermo, puis à celle de l'Università di Napoli.
À partir des années 1990 des expositions nationales et d'envergure internationale se succédent: Palazzo dei Diamanti de Ferrare, le Palazzo delle Esposizioni de Rome, Castel dell’Ovo à Naples, Cervia dans les Magazzini del Sale.
En 2002, Salvatore Provino est le premier artiste occidental à exposer au Musée national d'histoire chinoise à Pékin et à Shenzhen, Shenyang, Canton, Shanghai, Hong Kong et Changshu.[réf. nécessaire]
Pendant dix ans, il enchaine des expositions internationales en Grèce, États-Unis, Bulgarie, Argentine puis en 2012 il retourne dans son pays natal, la Sicile pour exposer à Palerme.